# Joseph McGrath
Joseph McGrath (Glasgow, 28 marzo 1928) è un regista scozzese, attivo sia al cinema che in televisione è ricordato principalmente per le sue collaborazioni con Peter Sellers e Spike Milligan.

## Filmografia parziale
- Justin Thyme (1964) (TV)
- James Bond 007 - Casino Royale (Casino Royale) (1967)
- 30 Is a Dangerous Age, Cynthia (1968)
- The Goon Show (1968) (TV)
- La ruota di scorta della signora Blossom (The Bliss of Mrs. Blossom) (1968)
- Le incredibili avventure del signor Grand col complesso del miliardo e il pallino della truffa (The Magic Christian) (1969)
- Tobia il cane più grande che ci sia (Digby, the Biggest Dog in the World)  (1973)
- Il grande McGonagall (The Great McGonagall), regia di Joseph McGrath (1975)
- Girls Come First (1975)
- I'm Not Feeling Myself Tonight (1976)
- The Strange Case of the End of Civilization as We Know It (1977)
- The Losers (1978) (TV)
- Rising Damp (1980)
- Night Train to Murder (1983) (TV)